# Купеевская организованная преступная группировка
Купеевская организованная преступная группировка — одна из самых известных ОПГ Тольятти, участвовавшая в Тольяттинской криминальной войне.

## Создание группировки

Сергей Купеев

У истоков создания ОПГ стояла семья Купеевых — отец Владимир Черменович и его сыновья Валерий, Сергей и Гарри. Владимир Купеев во времена СССР был судим за кражу. Валерий также был ранее судим. Гарри Купеев был сержантом запаса десантных войск, участвовал в войне в Афганистане, был награждён орденом Красной звезды и медалью.
К середине 1980-х годов Сергей Купеев стал криминальным авторитетом. Однажды к нему и другим авторитетам Александру Башеву («Башка») и Александру Маслову обратился за помощью цеховик, занимавшийся незаконным бизнесом, у которого вымогал деньги рэкетир Анатолий Коняев. В ходе конфликта на этой почве Башев, Купеев и Маслов убили Коняева, но вскоре были разоблачены и осуждены. Башев, как инициатор убийства, был приговорён к 10 годам лишения свободы, а Купеев и Маслов получили меньшие сроки.

Гарри Купеев

Инициатором создания преступной группировки был сын Сергей Купеев. Отец Владимир Купеев, заработавший себе за семь лет пребывания в колонии солидный авторитет в криминальной среде, был для купеевской группировки «разводящим». Костяк ОПГ составляли бывшие спортсмены — гребцы и боксеры.

## Начало деятельности ОПГ
«Купеевские» получали прибыль так же, как и остальные местные группировки, занимаясь отгрузкой автомобилей с АвтоВАЗа и вымогательством денег у местных коммерсантов. К 1992 году участниками ОПГ были ставшие позже криминальными авторитетами Христиан Михнов (Крест), Сергей Столяров, братья Юхненко, Игорь Ильченко (Игривый), а также некоторые депутаты городской и губернской Думы. ОПГ заключила союз с возглавляемой Александром Масловым Волговской группировкой.
За короткое время Купеевская группировка стала одной из самых сильных ОПГ в Тольятти.

## ОПГ в Первой криминальной войне
В 1992 году лидеры одной из тольяттинских группировок Владимир Агий и Александр Воронецкий решили устранить лидеров других ОПГ, самим возглавить криминальное сообщество города и захватить власть над АвтоВАЗом. Одним из врагов Воронецкого и Агия был Сергей Купеев. Однажды Агий даже попытался взять под контроль одну из его фирм, но приехавший на разборку Купеев попросту спустил Агия с лестницы.
Агий и Воронецкий создали группу киллеров, которые три раза пытались убить Купеева, но всякий раз неудачно. Однако, 3 ноября «агиевские» киллеры все же сумели убить Сергея Купеева на пороге его квартиры. Киллеры подстерегли авторитета, когда он спускался по лестнице. Жена Купеева, услышав выстрелы, открыла дверь, и смертельно раненый муж буквально рухнул ей на руки.
Кроме того, «агиевские» совершили несколько громких убийств и покушений, в том числе убийство лидера союзной «купеевским» Волговской ОПГ Маслова.
Вскоре банда Агия — Воронецкого была ликвидирована правоохранительными органами. 18 декабря Александр Воронецкий был убит во дворе своего дома, его не спас и предусмотрительно надетый бронежилет. Предположительно, это убийство было совершено по заказу Купеевской группировки.
В суде над «агиевскими» бандитами их причастность к убийству Сергея Купеева доказана не была. Двенадцать человек были осуждены, однако позже обвинительный приговор был отменен Верховным судом РФ. Соратники убитых киллерами банды Агия — Воронецкого криминальных авторитетов устроили свой суд над «агиевскими», попросту убивая их. В частности, по словам нового лидера Волговской ОПГ Дмитрия Рузляева, в его присутствии Гарри Купеев убил главу киллеров Агиевской группировки Хорошева, а труп они сбросили в Волгу с плотины Волжской ГЭС.

## Дальнейшая деятельность группировки

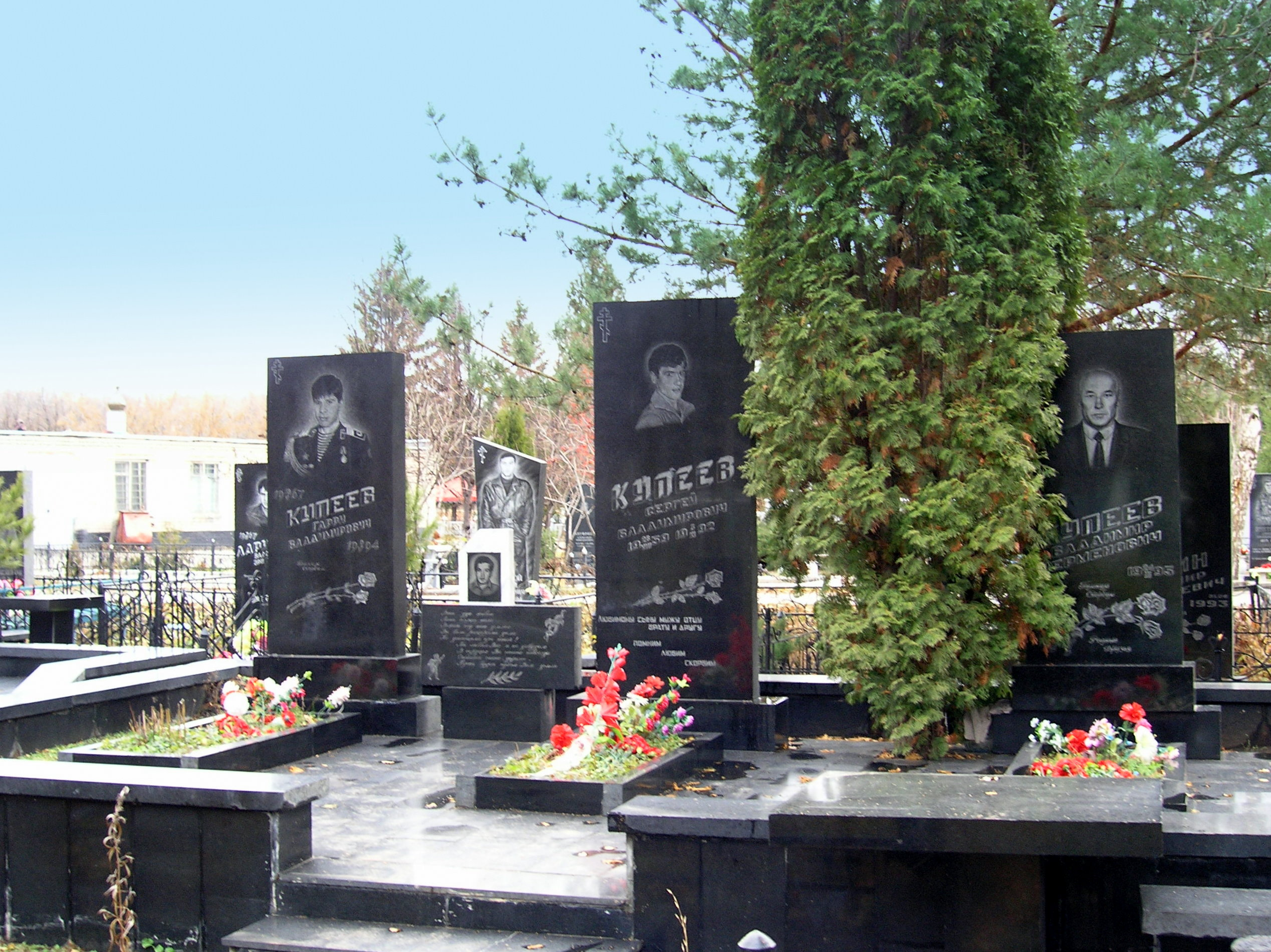
Могилы Купеевых на «аллее героев» на Баныкинском кладбище в Тольятти

Новым руководителем группировки стал второй сын, Гарри Купеев. Отличавшийся хорошими организаторскими способностями, имеющий боевой опыт, он смог укрепить и усилить группировку. При нём она пополнилась большим количеством ветеранов-«афганцев». Однако несколько «бригадиров» группировки предпочли отделиться от Купеевской ОПГ и действовать самостоятельно (в том числе Христиан Михнов по прозвищу «Крест» и Игорь Ильченко по прозвищу «Игривый»). Вместе с тем, с большинством отделившихся «бригад» Купеев сохранил нормальные отношения.
Материальное благосостояние Купеевской ОПГ выросло. Она не только контролировала отгрузку автомобилей с ВАЗа, но и поставила под свой контроль ряд местных фирм, торгующих нефтепродуктами.
9 мая 1994 года Гарри Купеев был убит вместе со своим телохранителем. Это двойное убийство так и осталось нераскрытым. А в 1995 году был убит глава клана Купеевых Владимир, который активно занимался поисками убийц своих сыновей. Валерий Купеев переехал на постоянное место жительства в Германию. Купеевскую группировку начали вытеснять с доходных мест более боеспособные и сильные ОПГ.
Несмотря на то, что группировка после 1995 года потеряла былую мощь и утратила контроль над частью фирм, она продолжала существовать. «Купеевские» были практически оттеснены от отгрузки вазовских автомобилей. Этот источник прибыли взяли под свой контроль группировки Игривого и Креста. В руках Купеевской ОПГ остался нефтебизнес и торговля ГСМ.
После смерти Купеевых власть в группировке перешла к братьям-близнецам Александру и Роману Юхненко, которые были двоюродными братьями Купеевых. Кроме них, группировкой стали руководить Игорь Абрамкин и Александр Белянкин. Ещё одним лидером Купеевской ОПГ был ранее судимый Сергей Столяров, ставший «разводящим» в группировке.
Под руководством Юхненко деятельность «купеевских» стала постепенно легализироваться. Некогда опасная ОПГ постепенно начала становиться похожей на коммерческую структуру. Юхненко, Столяров и Абрамкин контролировали такие торгующие нефтепродуктами фирмы, как «ФФ Нефть», «Юлс». Кроме того, им принадлежали ряд заправочных станций. Группировка продолжала тесно сотрудничать с группировкой «Беркута» и вместе с ней контролировали отгрузку части продукции КНЗ. По некоторым данным, деньги группировки были также вложены и в фирмы, предоставляющие услуги связи. «Купеевским» принадлежали и несколько автосервисов.
Во времена руководства ОПГ братьям Юхненко пришлось лишь один раз столкнуться с городскими правоохранительными органами. В 1995 году милиция получила информацию о том, что в гараже в частном жилом секторе Центрального района находится склад с оружием. Когда милиционеры приехали с обыском в этот гараж, они обнаружили там много оружия и обоих братьев Юхненко, которые были задержаны. Но через месяц их освободили якобы из-за отсутствия состава преступления (существует информация, что за освобождение братьев Купеевская ОПГ дала взятку в 300 тысяч долларов).
Купеевская группировка не принимала активного участия в криминальных войнах тольяттинских ОПГ. Вместе с тем, в группировке происходили ожесточенные внутренние конфликты и борьба за власть. В ОПГ царила атмосфера всеобщей подозрительности и взаимной ненависти. Причиной для убийства одного участника группировки другим могла стать застольная ссора или какой-нибудь мелкий бытовой спор. «Купеевские» подозревались в совершении убийств криминальных авторитетов Пальцева, Мухина, Минаха и «Рудика». Так, Андрей Минах, один из «купеевских» авторитетов, был убит в 1995 году. Через какое-то время был убит его отец Вячеслав Минах.

## Конец ОПГ

Могилы лидеров Купеевской ОПГ, расстрелянных в офисе «Союза ветеранов Афганистана» на улице Юбилейная, д.49

13 апреля 1998 года в Тольяттинском городском филиале «Российского союза ветеранов Афганистана» — на ул. Юбилейной, 49 собрались восемь лидеров группировки и двое бизнесменов. Через какое-то время в помещение ворвались пятеро киллеров в форме сотрудников милиции. Они заставили всех присутствующих лечь на пол и, спрашивая фамилии, расстреляли всех «купеевских». Александр и Роман Юхненко, Михаил Романов, Алексей Табаков, Игорь Ермаков и Николай Рыбин погибли, Сергей Столяров и Игорь Абрамкин были ранены и чудом остались живы.
Это массовое убийство стало началом конца группировки. Из её лидеров в живых остались лишь Игорь Абрамкин, Сергей Столяров, Александр Белянкин и Лев Шевцов. 14 ноября 1998 года один из «ветеранов» группировки Шевцов был убит. Через какое-то время были убиты Столяров и Белянкин.
Лидер Волговской ОПГ Рузляев стал искать виновных в массовом убийстве своих союзников. Он был уже близок к этому, но 25 апреля 1998 года четыре киллера из автоматов расстреляли Рузляева, его водителя и охранников.

### Суд
После убийства Белянкина Купеевская ОПГ окончательно прекратила своё существование. Её участники либо перешли в другие группировки, либо отошли от преступной деятельности. Перед судом предстали лишь трое киллеров группировки — Александр Гаранин (Шрам), Ильдус Измайлов и Александр Дынник (Дыня). Им было предъявлено обвинение в убийстве Льва Шевцова и Сергея Берха — бизнесмена, учредившего ряд фирм в Тольятти и Жигулевске.
По окончательной версии следствия, заказчиком убийства Берха являлся один из лидеров купеевской ОПГ Сергей Столяров. Он же считался одним из убийц Андрея Минаха.
В начале марта 2004 Гаранин, который ранее был приговорен к пожизненному заключению, получил дополнительно ещё двадцать лет тюрьмы. Измайлова и Дынника приговорили к 11 годам колонии строгого режима каждого. Все трое подсудимых не признали своей вины.